# Funafuti Conservation Area
Funafuti Conservation Area (auch tuvaluisch Kogatabu, deutsch Funafuti-Schutzgebiet) ist ein Meeresschutzgebiet im Pazifikstaat Tuvalu. Es ist das größte von drei Naturschutzgebieten des Landes und bedeckt eine Fläche von 33 Quadratkilometern.
Die Funafuti Conservation Area liegt im Südwesten des Funafuti-Atolls. Das Schutzgebiet umgibt – von Norden nach Süden – die Inselchen Tepuka Savilivili, Fualopa, Fuafatu, Vasafua, Fuagea und Tefala.

## Geschichte
Die Entscheidung zur Gründung eines Schutzgebietes (Kogatapu) wurde 1999 gefällt. Das Gebiet soll dem Schutz des Meeres und der Landflächen, darunter vor allem Pflanzen, Tieren und dem Ökosystem als Ganzem dienen. Mit Gründung des Schutzgebietes wurden etwa 20 Prozent des gesamten Lagunengebietes von Funafuti unter Schutz gestellt. Der Wunsch nach einem Schutzgebiet wurde von der Stadtverwaltung von Funafuti geäußert und mit Hilfe des Secretariat of the Pacific Regional Environment Programme (SPREP) formuliert. Nachdem weitere unabhängige Studien abgeschlossen wurden, wurde das Gebiet am 1. Dezember 1999 von der Regierung Tuvalus auf Grundlage des Conservation Area Act, Abschnitt 3 unter Schutz gestellt.

## Fauna und Flora

### Fauna

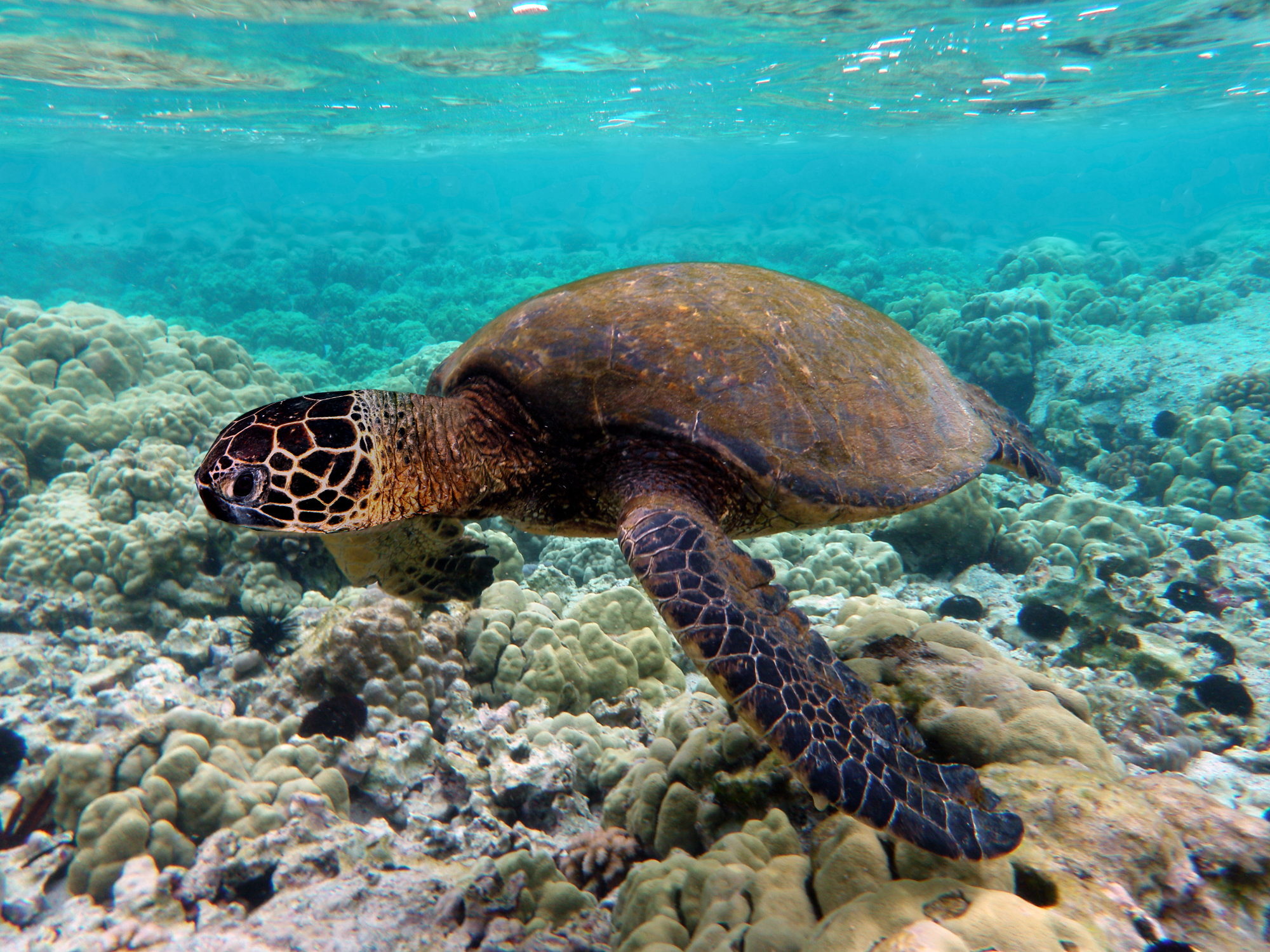
Suppenschildkröte

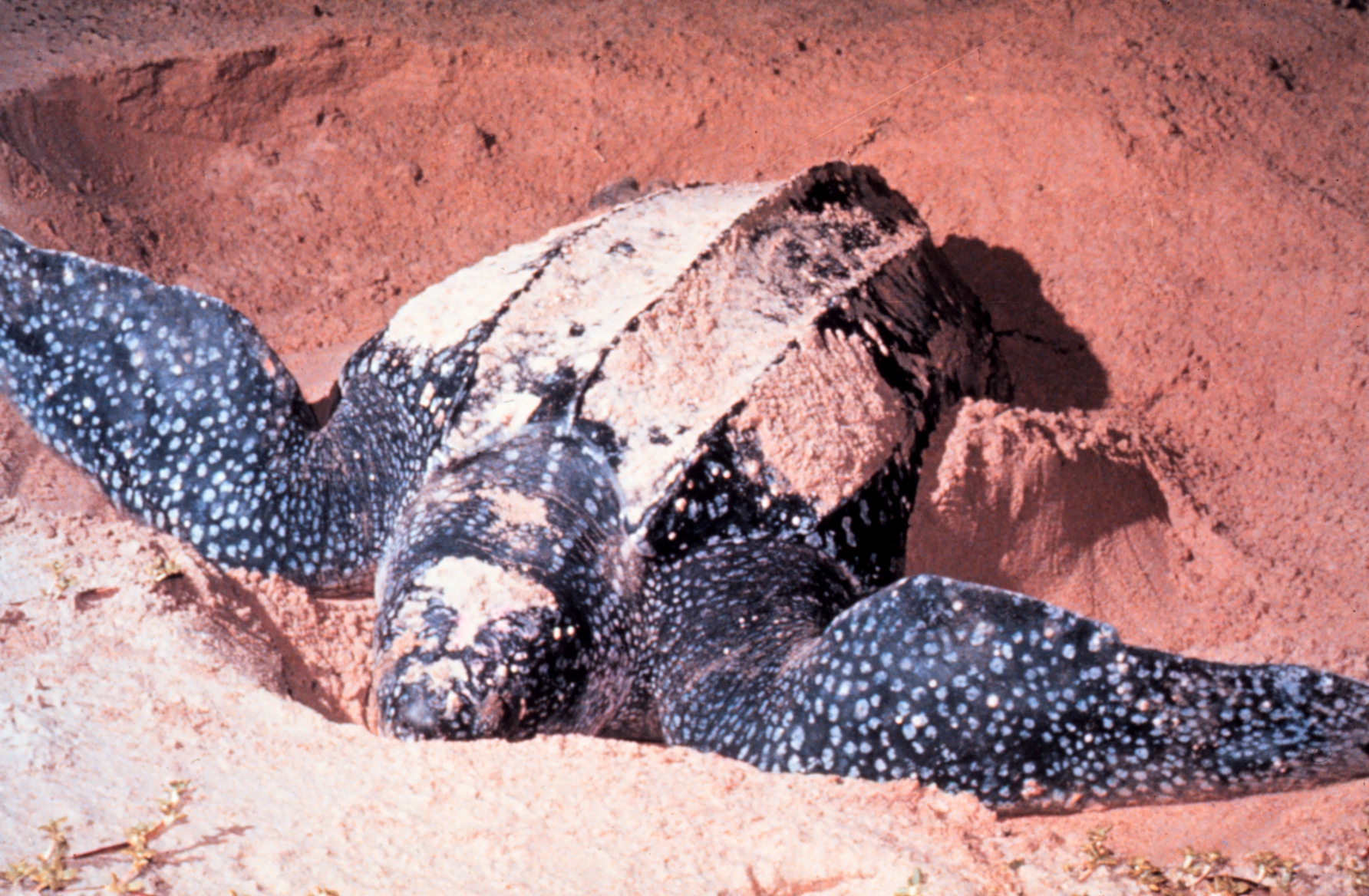
Lederschildkröte

Das Schutzgebiet dient laut dem tuvaluischen Biodiversitätsplan aus dem Jahr 2009 dem Schutz der sechs Ökosysteme des Meeres sowie der Flora und Fauna auf den Inseln.
In dem Gebiet findet man unter anderem Palmendieb-Krabben und Suppenschildkröten. Laut IUCN gilt diese als „stark bedroht“. Mit der Echten Karettschildkröte und der Lederschildkröte kommen zwei weitere Schildkrötenarten in dem Gebiet vor.
Eine Erhebung aus dem Jahr 1999 ergab Vorkommen von 272 Fischarten und 149 Wirbellosen wie Krabben und Seegurken. Acht Jahre nach Einrichtung des Schutzgebietes hat sich der Fischbestand deutlich vermehrt und neue Fischarten wurden beobachtet. 2011 wurden bereits 317 Fischarten nachgewiesen, darunter auch Riffhaie (Grauer Riffhai, Schwarz- und Weißspitzen-Riffhai sowie Zitronenhai). Ein geringer Bestand an Mantarochen sowie Gefleckter Adlerrochen wurden ebenfalls beobachtet.
Zu den weiteren großen Tierarten im Schutzgebiet gehören der Tigerhai, der Weißspitzen-Hochseehai und Makohaie; zudem Echter Bonito und weitere Tunfischarten.

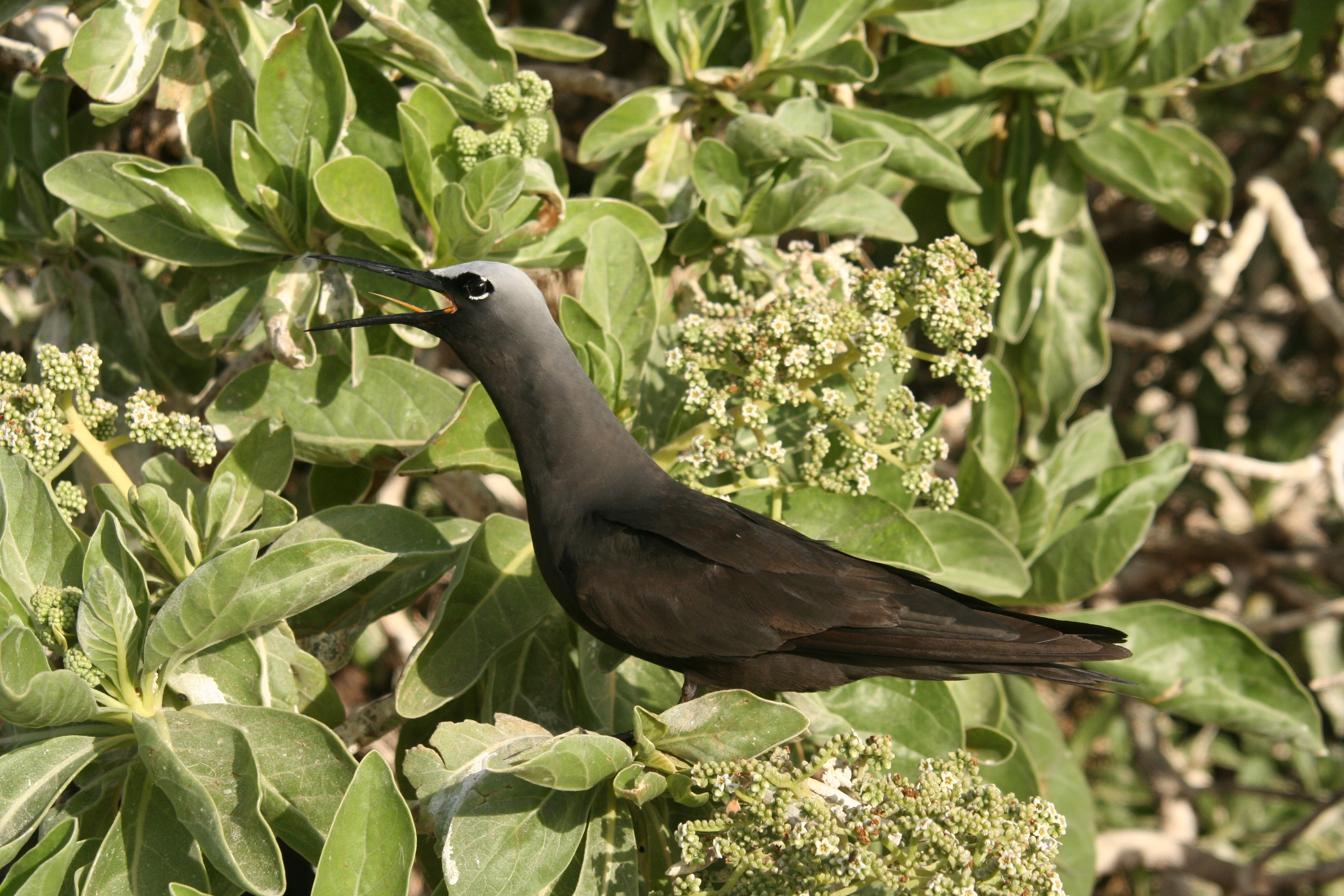
Weißkopfnoddi (Anous minutus)

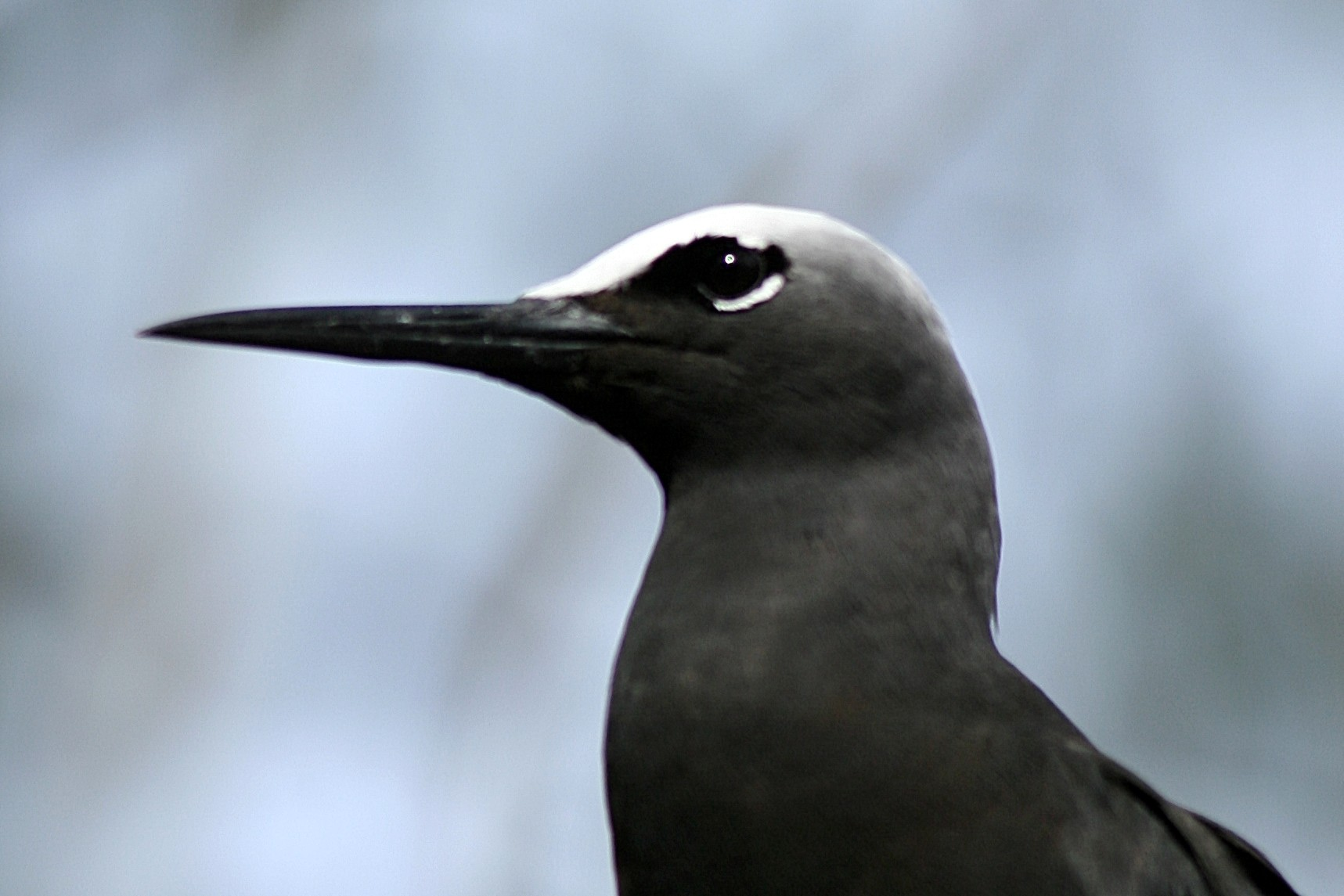
Weißkopfnoddi (Anous minutus)

35 Vogelarten wurden in Tuvalu nachgewiesen, darunter befinden sich neun Arten Seeschwalben, sieben Arten der Schnepfenvögel, vier Arten Sturmvögel, drei Arten Tölpel sowie zwei Arten Tropikvögel und der Binden- sowie Arielfregattvogel.

### Flora

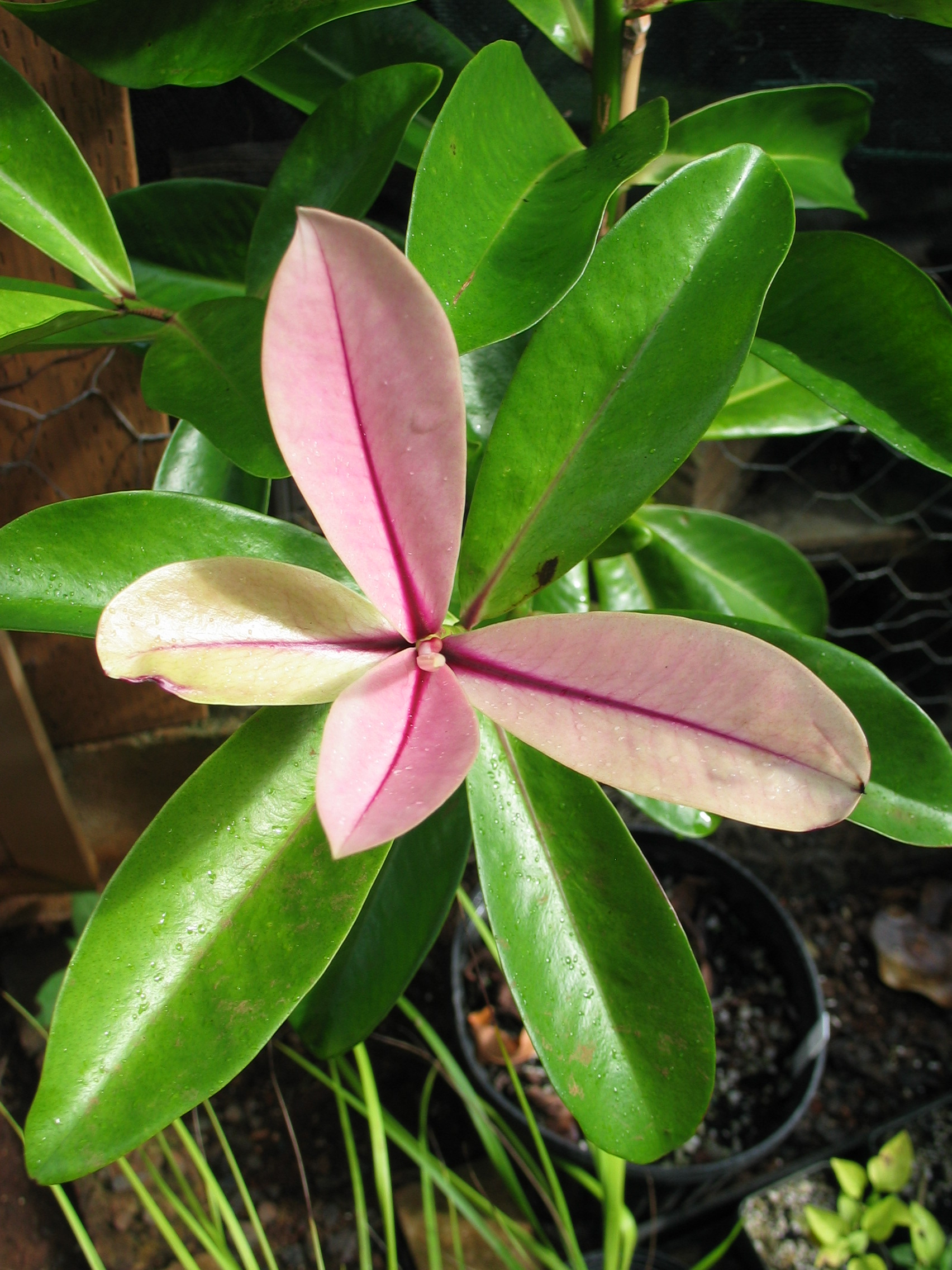
Myrsine lessertiana

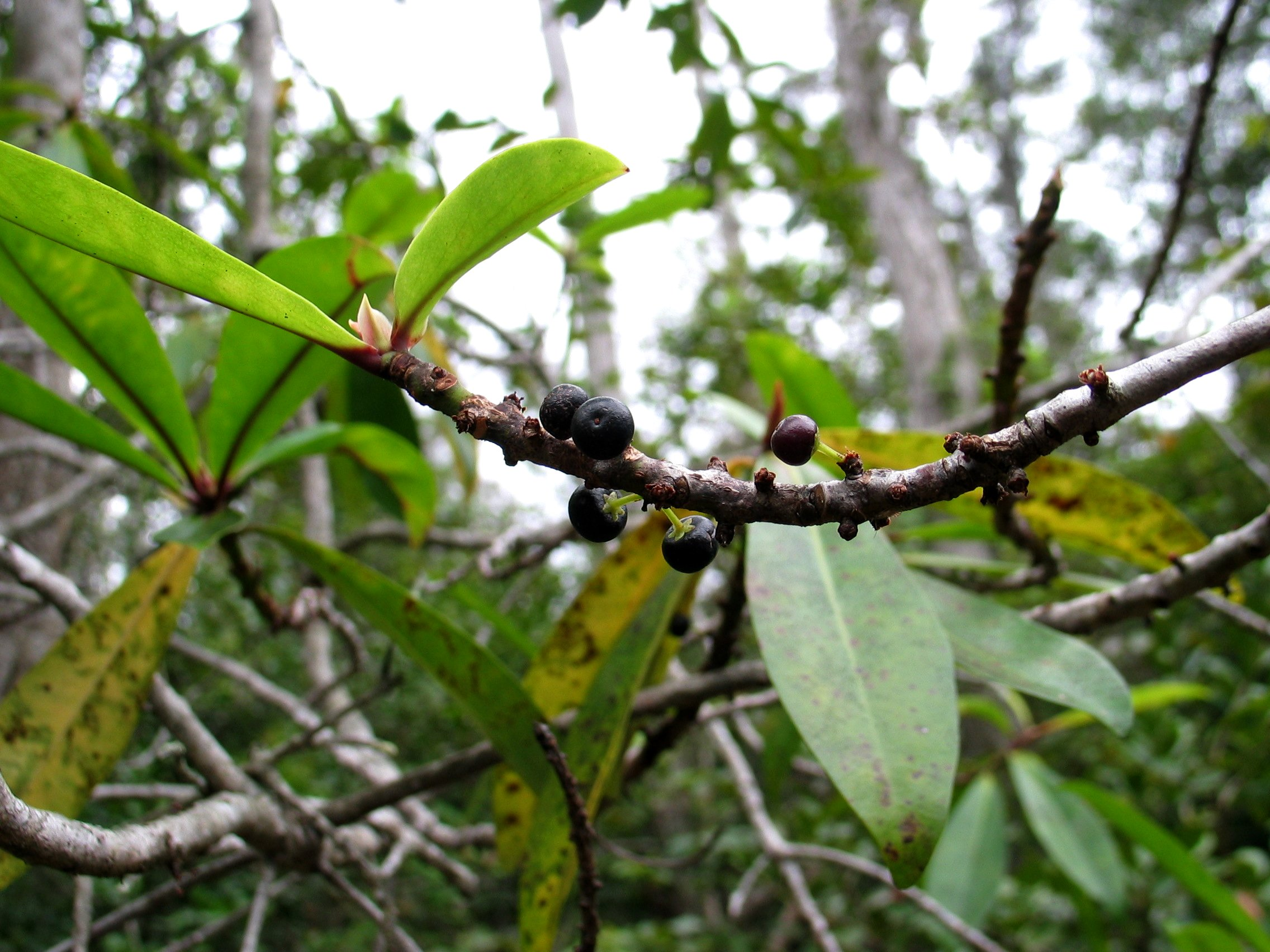
Myrsine lessertiana

Neben Kokospalmen findet man auf den tuvaluischen Inseln zahlreiche Strauch- und Baumarten, darunter Schraubenbäume, Calophyllum inophyllum, Portiabaum und Noni.

## Tourismus
Die Funafuti Conservation Areas zählt zu den touristischen Anlaufstellen in Tuvalu. Das Gebiet dient als beliebtes Tauchrevier.